# Quercus chihuahuensis
Quercus chihuahuensis és un tipus de roure que pertany al grup dels roures blancs.

## Descripció
És un arbust o arbre tardanament caducifoli, que creix fins a 10 m. Té una capçada estesa. L'escorça és grisenca, arrugada, amb quadres, o escamosa i el tronc fa 0,3-0,4 m de diàmetre. Les branquetes són grises, diàmetre 2-3 (-4) mm, densament tomentoses. Els brots són de color marró vermellós, àmpliament ovoide, distalment arrodonides, de 2-2,5 mm, densament pubescent groguenc, escales de grisos puberulentos, estípules persistents, 1-4, subulate, pubescents, a la base de les gemmes terminals. Les fulles tenen pecíols de 3-5 (-8) mm, coriàcies el·líptiques o oblongues a ovades o obovades, (25 -) 40-50 (-85) × (18 -) 20-30 (-50) mm, base arrodonida o superficialment cordiformes, marges sencers o dentats per subagudes, venes secundàries 8-10 a cada costat, una mica ramificades, l'àpex amplament arrodonit a agut; de color groguenc o grisenc, densament estrellat amb pèls vellutats per sota, de color verd i poc pro-pubescents amb prominents, propagació, els pèls estrellats per sobre, amb un feltre al tacte, nervis secundaris poc prominent en ambdues superfícies, fins i tot sota dens toment. Les flors surten cap a la primavera i són unisexuals, monoiques, amb aments tomentosos estaminats, 2-5 cm de llarg, les flors pistilades amb una punta dura, tomentoses, tenen un llarg peduncle de 5 cm de llarg. Les glans fan 1,5-2 cm, ovoides, de color marró clar, mucronat, solitàries o en parells; peduncle pubescents 1,5-5 cm, la cúpula ocupa la meitat de la gla, envoltades per unes escates densament tomentoses, maduren en un any, i cotilèdons connates.

## Distribució
Es troba al nord i oest de Mèxic, als estats de Chihuahua, Sonora, Zacatecas i San Luis Potosí i als Estats Units a l'oest de l'estat de Texas.

## Hàbitat
Creix dels 400 als 2000 m i està present en tota mena de sòls, però prefereix els secs.
És una espècie distintiva en tota la seva àrea de distribució, la majoria en les zones muntanyenques de secà de l'oest de Mèxic, sinó que es produeix als Estats Units només com a presumptes híbrids amb el Quercus grisea (a les muntanyes Eagle i Quitman) i el Quercus arizonica (Hueco Tanks), a Texas.

## Sinonímia
- infralutea Trel. 1924
- jaliscensis Trel. 1921
- santaclarensis C. H. Muller 1938